# Krasnovita
La krasnovita és un mineral de la classe dels fosfats. Va ser anomenada en honor de N. I. Krasnova, mineralogista de la Universitat de Sant Petersburg.

## Característiques
La krasnovita és un fosfat de fórmula química Ba(Al,Mg)(PO₄,CO₃)(OH)₂·H₂O. Cristal·litza en el sistema ortoròmbic en forma de fibres, allargades al llarg de [010], en esferulites, de fins a 3 mm. La seva duresa a l'escala de Mohs és 2.
Segons la classificació de Nickel-Strunz, la krasnovita pertany a «08.DK - Fosfats, etc, amb cations de mida mitjana i gran, (OH, etc.):RO₄ > 1:1 i < 2:1» juntament amb els següents minerals: richelsdorfita, bariofarmacosiderita, farmacosiderita, natrofarmacosiderita, hidroniofarmacosiderita, farmacoalumita, natrofarmacoalumita, bariofarmacoalumita, burangaïta, dufrenita, natrodufrenita, matioliïta, gayita, kidwel·lita, bleasdaleïta i matulaïta.

## Formació i jaciments
La krasnovita va ser descoberta a la mina Kovdor Zheleznyi (mina de ferro), a la Península de Kola (óblast de Múrmansk, Rússia) en una roca plutònica ultramàfica-alcalina carbonatitzada. També ha estat descrita a Cerro Sapo, a la província d'Ayopaya (Departament de Cochabamba, Bolívia).